# The King of Blaze
The King of Blaze ou O rei da chama, também conhecido como Fire King (chinês tradicional: 火王, pinyin: Huǒwáng, Wade–Giles: Huo3-Wang2, lit. ‘O rei do fogo’; em neerlandês:  De Brand Koning) é uma série de manhua taiwanesa criada e ilustrada por You Su-lan [zh], começou a ser serializada na revista Gong Juu Comics em 1991, o primeiro tankōbon (volume) lançado em 1992. A primeira edição do manhua contém treze volumes, os quais foram publicados em seu país de origem pela editora Da Ran Culture [zh].
O manhua é a segunda parte da coleção The Seven Mirrors' Stories [en], que segue Melancholic Princess [en]. É considerado um dos primeiros quadrinhos yaoi de Taiwan. A história relata a história das três vidas (reencarnação) e o destino do deus do fogo e do deus do vento.

## Recepcção
The King of Blaze vendeu 70 mil cópias de cada volume em Taiwan e mais de 30 milhões de cópias de volumes recolhidos de edição pirata na China, e foi reimpresso 62 vezes. Foi selecionado como o manhua mais popular entre os quadrinhos asiáticos publicados em Taiwan, pelo Reader’s Choice Vote realizado pelo jornal taiwanês China Times, em 1997.

## Adaptação
Em 2017, a Mango TV, uma rede de televisão chinesa, adaptou o manhua em formato de série de televisão, que estreou em 26 de novembro de 2018.
A série recebeu respostas geralmente negativas de críticos e telespectadores devido às enormes diferenças entre o manhua e sua adaptação, e transformou o manhua de BL (Boys’ Love) em um drama de BG (Boy & Girl).

## Lista de volumes
Primeira edição
| Nº        | Título     | Tradução literal                            | Da Ran Culture         | Da Ran Culture     |
| Nº        | Título     | Tradução literal                            | Data de publicação     | ISBN               |
| --------- | ---------- | ------------------------------------------- | ---------------------- | ------------------ |
| Volume Ⅰ  | 火王再現   | O reaparecimento do rei do fogo             | 1 de junho de 1992     | ISBN 957-72-5641-4 |
| Volume Ⅱ  | 赫爾拉娜   | Herlana, o espelho da água                  | 1 de dezembro de 1992  | ISBN 957-72-5128-5 |
| Volume Ⅲ  | 獵謀隱獸   | A caça à besta escondida                    | 1 de junho de 1993     | ISBN 957-72-5642-2 |
| Volume Ⅳ  | 曙光前世   | O amanhecer das memórias das vidas passadas | 1 de dezembro de 1993  | ISBN 957-25-0352-9 |
| Volume Ⅴ  | 記憶唐時   | As memórias da dinastia Tang                | 1 de abril de 1994     | ISBN 957-25-0845-8 |
| Volume Ⅵ  | 羽韻蒼飛   | As penas voadoras                           | 1 de outubro de 1994   | ISBN 957-25-1250-1 |
| Volume Ⅶ  | 如夢隔世   | Um sonho entre dois mundos                  | 1 de fevereiro de 1995 | ISBN 957-25-1514-4 |
| Volume Ⅷ  | 昭誓今生   | Uma promessa vitalícia                      | 1 de julho de 1995     | ISBN 957-25-1687-6 |
| Volume Ⅸ  | 火焰血誓   | A ardente promessa de sangue                | 1 de fevereiro de 1996 | ISBN 957-25-1887-9 |
| Volume Ⅹ  | 浩渺之鷹   | O falcão celeste                            | 1 de dezembro de 1996  | ISBN 957-25-2601-4 |
| Volume Ⅺ  | 日升月恆   | A eternidade                                | 1 de julho de 1997     | ISBN 957-25-2864-5 |
| Volume Ⅻ  | 雨過天涯   | Chuva sobre o fim do horizonte              | 1 de dezembro de 1997  | ISBN 957-25-3267-7 |
| Volume ⅩⅢ | 永恆的起點 | O eterno ponto de partida                   | 1 de fevereiro de 1998 | ISBN 957-25-3381-9 |

Nova edição
| Nº | Título   | Tradução literal                            | Kung-Long International Publishing Co. | Kung-Long International Publishing Co. |
| Nº | Título   | Tradução literal                            | Data de publicação                     | ISBN                                   |
| -- | -------- | ------------------------------------------- | -------------------------------------- | -------------------------------------- |
| Ⅰ  | 重生之章 | O capítulo do renascimento                  | 1 de novembro de 2001                  | ISBN 957-0498-36-6                     |
| Ⅱ  | 今塵照命 | A reflexão do destino                       | 1 de dezembro de 2001                  | ISBN 957-0498-39-0                     |
| Ⅲ  | 曙光前世 | O amanhecer das memórias das vidas passadas | 1 de fevereiro de 2002                 | ISBN 957-0498-43-9                     |
| Ⅳ  | 記憶唐時 | As memórias da dinastia Tang                | 1 de março de 2002                     | ISBN 957-0498-49-8                     |
| Ⅴ  | 羽韻蒼飛 | As penas voadoras                           | 1 de abril de 2002                     | ISBN 957-0498-50-1                     |
| Ⅵ  | 凝眸曾經 | Olhos no passado                            | 1 de maio de 2002                      | ISBN 957-0498-52-8                     |
| Ⅶ  | 如夢隔世 | Um sonho entre dois mundos                  | 1 de junho de 2002                     | ISBN 957-0498-55-2                     |
| Ⅷ  | 昭誓今生 | Uma promessa vitalícia                      | 1 de julho de 2002                     | ISBN 957-0498-56-0                     |
| Ⅸ  | 遠颺蒼鷹 | O falcão voador                             | 1 de agosto de 2002                    | ISBN 957-0498-61-7                     |
| Ⅹ  | 相會神陵 | Reunião no mausoléu divino                  | 1 de setembro de 2002                  | ISBN 957-0498-60-9                     |
| Ⅺ  | 浩渺來生 | Visão remota do pós-vida                    | 1 de outubro de 2002                   | ISBN 957-0498-67-6                     |
| Ⅻ  | 昂首寂寥 | Sem medo da solidão                         | 1 de dezembro de 2002                  | ISBN 957-0498-68-4                     |
| ⅩⅢ | 日升月恆 | A eternidade                                | 1 de janeiro de 2003                   | ISBN 957-0498-74-9                     |
| ⅩⅣ | 終章     | O capítulo final                            | 1 de março de 2003                     | ISBN 957-0498-80-3                     |